# Ходячие мертвецы (3-й сезон)
Третий сезон американского зомби-апокалиптического телесериала «Ходячие мертвецы», разработанного Фрэнком Дарабонтом на основе одноимённой серии комиксов авторства Роберта Киркмана, Тони Мура и Чарли Адларда. Премьера третьего сезона состоялась 14 октября 2012 года на канале AMC, и он состоит из 16 эпизодов. Исполнительными продюсерами выступили Киркман, Глен Маззара, Дэвид Алперт и Гейл Энн Хёрд, причём для Маззары этот сезон стал вторым и последним в качестве шоураннера. Третий сезон получил положительные отзывы от критиков. Сезон был номинирован на множество наград и выиграл две, включая премию «Сатурн» за лучший телесериал на кабельном телевидении.
Этот сезон адаптирует материал из выпусков #13—39 из комиксов, и в нём представлены заметные персонажи из комиксов, среди которых Мишонн (Данай Гурира), Аксель (Лью Темпл), Губернатор (Дэвид Моррисси) и Тайриз Уильямс (Чад Л. Коулмэн). Он также знаменует возвращение Мерла Диксона (Майкл Рукер), старшего брата Дэрила Диксона (Норман Ридус), который пропал без вести в первом сезоне, а также возвращение Моргана Джонса (Ленни Джеймс), первого выжившего, с которым Рик (Эндрю Линкольн) столкнулся и подружился, с которым он потерял контакт в первом сезоне. Как и в комиксах, действие этого сезона в основном разворачивается как в заброшенной тюрьме, так и в активном сельском городке выживших.
Действие сезона разворачивается через восемь месяцев после убийства Шейна Уолша и нападения на семейную ферму Гринов, и мир становится всё более опасным, а беременность Лори (Сара Уэйн Кэллис) прогрессирует. Этот сезон продолжает историю Рика Граймса, который взял на себя обязанности диктаторского лидера над своей группой выживших, так как они выживают в постапокалиптическом мире, кишащем плотоядными зомби, именуемыми «ходячими». Обнаружив потенциальное пристанище, группа укрывается и обитает в большой укреплённой тюрьме, но этой безопасности угрожает соседняя община, Вудбери, возглавляемая подлым человеком, известным как Губернатор, который проявляет интерес к Андреа (Лори Холден), поскольку она, после сожжения фермы, остаётся отделённой от основной группы и находится в неведении об их статусе.

## Производство
AMC продлило «Ходячих мертвецов» на третий сезон 25 октября 2011 года после того, как премьера второго сезона побила рекорды кабельные рекорды среди зрителей категории возраста 18-49 лет. 14 января 2012 года AMC объявило, что третий сезон будет состоять из 16 эпизодов.
Съёмки сезона начались в мае 2012 года в округе Ковета, Джорджия, где город Сенойя использовался в качестве места съёмок для города Вудбери. Эрнест Дикерсон стал режиссёром премьерного эпизода сезона. Грег Никотеро, соисполнительный продюсер и художник по гриму в сериале, снял пятый эпизод 3-го сезона, до этого сняв эпизод 2-го сезона, «Судья, присяжные и палач». Он также вернулся в качестве зомби в «Король самоубийств», до этого сыграв двух различных зомби в первом сезоне. В ноябре 2012 года Глен Маззара объявил, что Эрнест Дикерсон снимет финальный эпизод в сезоне.
После завершения третьего сезона Маззара покинул пост шоураннера и исполнительного продюсера сериала по обоюдному согласию как Маззары, так и AMC. В пресс-релизе говорилось: «Обе стороны признают, что существует разница во мнении о том, куда шоу должно двигаться вперёд, и приходят к выводу, что лучше всего, чтобы их пути разошлись».

### Вебизоды
После сериала «Разорванная на части», выпущенного в 2011 году, была выпущена ещё одна серия вебизодов под названием «Холодный склад», которая дебютировала 1 октября 2012 года, перед премьерой 3-го сезона.

### «Talking Dead»
Второй сезон был заказан в мае 2012 года. Чтобы совпасть с марафоном шоу, был выпущен специальный эпизод в июле 2012 года, после окончания марафона, и в него входила экскурсия по различным реквизитам/декорациям, использованным в третьем сезоне, а также интервью с актёрами/съёмочной группой, и отрывок эксклюзивных кадров с участием недавно введённого персонажа Мишонн.

## Актёрский состав

### Главные роли
В третьем сезоне участвуют десять основных актёров, причём восемь из них вернулись из предыдущего сезона и двое из них являются новичками в основном актёрском составе; шестеро из них указаны как члены основного состава во втором сезоне, в то время как Лорен Коэн и Скотт Уилсон были повышены со статуса повторяющихся актёров, а Майкл Рукер был повышен со статуса приглашённого актёра из предыдущих двух сезонов, в то время как Данай Гурира и Дэвид Моррисси были добавлены к основному актёрскому составу как Мишонн и Губернатор, соответственно. Однако Уилсон и Макбрайд указаны в графе «также в главных ролях».

#### Основной состав
- Эндрю Линкольн — Рик Граймс, протагонист сериала и бывший заместитель шерифа, который укрепился в качестве лидера группы. Рик стал более холодным и расчётливым лидером, готовым оставить чужаков умирать и бросить членов группы, если это означает, что все остальные выживут. Он вступает в конфликт с Губернатором. Рик также стал отстранённым, обиженным на двойственность и гнев Лори по отношению к нему после того, как он сказал ей, что он убил Шейна.
- Сара Уэйн Кэллис — Лори Граймс, жена Рика и мать Карла, которая находится на 9-м месяце беременности, но Рик и Карл обижены на неё из-за её романа с Шейном и проблем, к которым это привело.
- Лори Холден — Андреа, бывший успешный адвокат по гражданским правам, которая была отделена от группы в конце второго сезона. Она подружилась с Мишонн и вступила в отношения с Губернатором.
- Норман Ридус — Дэрил Диксон, южанин-реднек, который является главным охотником группы. Он стал правой рукой и близким союзником Рика после смерти Шейна.
- Стивен Ён — Гленн Ри, бывший разносчик пиццы и парень Мэгги. Гленн нашёл в Мэгги что-то такое, что не хочет терять, и стал оберегать её.
- Лорен Коэн — Мэгги Грин, волевая и решительная старшая дочь Хершела и девушка Гленна. Мэгги смирилась с вирусом ходячих и с тех пор стала хорошим бойцом и неотъемлемым членом основной группы.
- Чендлер Риггз — Карл Граймс, сын Рика и Лори, который также стал более холодным и жестоким, следуя примеру своего отца, но часто разочаровывается, когда ему запрещают вносить свой вклад чаще, поскольку старшие члены группы стремятся сохранить его невинность.
- Данай Гурира — Мишонн, таинственная воительница с катаной, которая спасает Андреа в финале второго сезона. Мишонн — тихий и, на первый взгляд, безжалостный выживальщик, которая сразу же невзлюбила Губернатора. Она формирует связь с сыном Рика, Карлом, и начинает избавляться от своей жестокости ради более здорового образа мышления.
- Майкл Рукер — Мерл Диксон, непокорный южанин-реднек и старший брат Дэрила, который исчез в первом сезоне. Мерл является правой рукой Губернатора, но Дэрил, будучи его братом, может это изменить.
- Дэвид Моррисси — Губернатор, лидер города Вудбери, отец Пенни и главный антагонист сезона. Губернатор является жестоким, параноидальным и опасным социопатом, который убьёт любого, кого он видит как угрозу своему обществу, и он стремится устранить группу Рика, когда они перебираются в близлежащую тюрьму.

#### Также в главных ролях
- Мелисса Макбрайд — Кэрол Пелетье, бывшая жертва домашнего насилия, которая теперь является единственной выжившей из своей семьи, потеряв свою дочь Софию в прошлом сезоне. У Кэрол также есть тесная связь с Дэрилом, и она не любит его брата Мерла из-за его влияния на него, но всё же видит в нём потенциал Дэрила.
- Скотт Уилсон — Хершел Грин, религиозный фермер, опытный ветеринар, отец Мэгги и Бет, а также отцовская фигура Гленна. Он выступает в роли основного морального компаса группы и главного советника Рика.

### Повторяющиеся роли
- Эмили Кинни — Бет Грин, тихая младшая дочь Хершела и сводная сестра Мэгги, которая приняла новое состояние мира, до этого попытавшись покончить с собой, и стала более искусной в убийстве ходячих. Она часто пытается поднять боевой дух группы своим пением.
- Айрон Синглтон — Теодор «Ти-Дог» Дуглас, выживший из первоначальной группы в Атланте, который изо всех сил пытается доказать свою ценность для группы и является храбрым человеком, готовым рисковать своей жизнью ради всех остальных.

#### Вудбери
- Хосе Пабло Кантильо — Цезарь Мартинес, один из людей Губернатора. Мартинес является преданным, немного эгоистичным член сил Губернатора, но он разумен и у него есть честь, и он даже обеспокоен действиями Губернатора, но готов сделать всё необходимое, чтобы остаться в живых.
- Даллас Робертс — Милтон Мэмет, учёный и старый друг Губернатора, который изучает ходячих, полагая, что может быть способ восстановить их человечность, но не хочет принимать Губернатора за монстра, каким он является, так как он знал его ещё до вспышки вируса.
- Трэвис Лав — Шамперт, безмолвный лучник из армии Вудбери, который является очень преданным Губернатору и хорошим другом Мартинеса.
- Мелисса Понцио — Карен, бывшая учительница и жительница Вудбери, которая не согласна с планом Губернатора собрать армию из жителей Вудбери, в которую входят и дети.
- Алекса Николас — Хейли, дерзкая и чересчур самоуверенная охранница в Вудбери.
- Донзали Абернати — доктор Стивенс, врач, живущая в Вудбери.

#### Заключённые
- Ник Гомес — Томас, жестокий лидер группы заключённых, которые выжили в тюрьме.
- Лью Темпл — Аксель, заключённый выживший, найденный группой в тюрьме, который пытается сохранить мир, но часто говорит больше, чем нужно. Он также завязывает дружбу с Кэрол.
- Винсент Уорд — Оскар, выживший, найденный в тюрьме, и лучший друг Акселя, который очень честен и храбр, даже перед лицом смерти, и готов рисковать своей жизнью, чтобы помочь нуждающимся.
- Маркис Мур — Эндрю, самый маленький и слабый из заключённых, с которыми сталкивается группа Рика, который является самым озорным и хитрым из них.
- Теодус Крейн — Большой Кроха, самый большой заключённый из группы Томаса, но также и самый добрый, которому трудно убивать ходячих.

#### Группа Тайриза
- Чад Л. Коулмэн — Тайриз Уильямс, выживший, ведущий небольшую группу людей в безопасное место, который находит группу в тюрьме, но психически неуравновешенный Рик прогоняет их вопреки советам остальных. В конце концов он присоединяется к Вудбери, не подозревая об истинной природе Губернатора. Тайриз является человеком морали и принципов, готовый сделать всё возможное, чтобы заслужить своё место и найти безопасное убежище для своей сестры и друзей, но не решается причинять людям боль, даже если это необходимо.
- Соникуа Мартин-Грин — Саша Уильямс, сестра Тайриза, которая пытается найти убежище со своим братом, и находит группу в тюрьме, но психически неуравновешенный Рик прогоняет их вопреки советам остальных, и присоединяется к Вудбери, не подозревая об истинной природе Губернатора. В отличие от Тайриза, у Саши более холодное мировоззрение по выживанию, которое иногда приводит её к конфликту с братом, но она всё ещё достаточно сострадательна, чтобы избежать ненужного кровопролития.
- Дэниел Томас Мэй — Аллен, член группы Тайриза, отец Бена и муж Донны, который является выживальщиком, готовым убивать невинных людей, даже если они проявляют к нему сострадание. Он также враждует с Тайризом, так как Донна влюбилась в него после того, как он спас её от ходячих.
- Тайлер Чейз — Бен, сын Аллена, который готов делать то, что говорит ему отец, независимо от того, насколько мрачны эти действия.

#### Прочие
- Ленни Джеймс — Морган Джонс, первый выживший, с которым Рик когда-либо сталкивался, и с которым он подружился после пробуждения от комы, и он, вместе со своим сыном Дуэйном, считался мёртвым. Хотя Морган был добрым и нравственным отцом, он пережил психологический срыв после того, как его сын был убит его нежить-женой, так как он не смог раньше застрелить её. Теперь Морган считает, что целью его жизни является очистка родного города Рика от всех ходячих и людей, и непреднамеренно чуть не убивает Рика.
- Джон Бернтал — Шейн Уолш, главный антагонист второго сезона, бывший помощник шерифа и лучший друг Рика, у которого был роман с Лори и он потерял рассудок из-за своей одержимости Лори. Он был убит Риком, когда тот пытался убить его во втором сезоне, и он появляется Рику в качестве галлюцинации во время битвы в Вудбери.
- Эмма Белл — Эми (голос), младшая сестра Андреа и бывший член группы, которая была укушена и убита Андреа; слышна в галлюцинациях Рика по телефону.
- Джерил Прескотт Сэйлс — Джеки (голос), бывшая работница из Атланты и бывший член группы, которая покончила с собой после того, как потеряла надежду, оставшись в ЦКЗ с доктором Эдвином Дженнером, когда Центр взорвался; слышна в галлюцинациях Рика по телефону.
- Эндрю Ротенберг — Джим (голос), бывший член группы, который был укушен и, по его просьбе, оставлен превращаться в ходячего; слышен в галлюцинациях Рика по телефону.
- Хулио Сезар Седильо — лейтенант Уэллс, член группы военнослужащих, чей самолёт потерпел крушение, и они были спасены, но в конечном итоге убиты Губернатором, в то время как сэм Уэллс был обезглавлен и его голову поместили в аквариум.

## Эпизоды
| № общий | № в сезоне | Название                                                      | Режиссёр            | Автор сценария             | Дата премьеры   | Зрители в США (млн) |
| --- | ---------- | ------------------------------------------------------------- | ------------------- | -------------------------- | --------------- | ------------------- |
| 20 | 1          | «Семя» «Seed»                                                 | Эрнест Дикерсон     | Глен Маззара               | 14 октября 2012 | 10,87               |
| Группа Рика всю зиму колесит по окрестностям, спасаясь от стад мертвецов. В конце концов, они обращают внимание на здание заброшенной тюрьмы. Долгое время они не решаются попасть туда из-за огромного количества ходячих на территории тюрьмы. Однако беременность Лори, подходящая к последним срокам, вынуждает их рискнуть, чтобы найти надёжное пристанище группе и обеспечить безопасные роды. Проникнув в тюрьму, Рик и его люди зачищают её часть от бывших узников и охраны, которые все превратились в ходячих. Во время одного из походов по зданию Хершел теряет бдительность и его кусает за ногу один из зомби-заключенных. Чтобы спасти Хершела, Рик срочно отрубает ему ногу пониже колена. В этот момент они замечают группу выживших заключённых, которые наблюдают за происходящим из-за решётки. |            |                                                               |                     |                            |                 |                     |
| 21 | 2          | «Болезнь» «Sick»                                              | Билли Гирхарт       | Николь Битти               | 21 октября 2012 | 9,55                |
| Выжившие заключённые под предводительством агрессивного латиноамериканца по имени Томас, просидели в тюремной столовой почти год в уверенности, что случилась какая-то разновидность бунта. Рик договаривается о сделке: бывшие заключённые отдают половину провизии, а он с Дэрилом и Ти-Догом помогает им расчистить от мертвецов ещё один тюремный блок. Хершел лежит без сознания и все ждут, кем же он очнётся — человеком или зомби. Во время совместной зачистки блока, зомби кусают одного из спасшихся заключённых по имени Большой Тини. Его превращение вот-вот начнётся, и Томас яростно убивает его. Но зачистка не окончена, и чуть позже латиноамериканец пытается убить Рика, швырнув на него ходячего. Только мгновенная реакция Дэрила, уничтожившего этого зомби, спасает Рику жизнь. На выходку непредсказуемого уголовника Рик реагирует с крайней жестокостью, раньше ему не свойственной, — проламывает ему голову тесаком. Один из подручных убитого, Эндрю, убегает на территорию с ходячими. Кэрол готовится сделать Лори кесарево сечение и тренируется на трупах. В один момент Хершел перестаёт дышать, но Лори, применив искусственное дыхание, выводит его из клинической смерти. Хершел приходит в сознание человеком — экстренная ампутация была сделана вовремя. За Кэрол, практикующейся на уничтоженной ходячей возле здания тюрьмы, из укрытия наблюдает какой-то чужак. |            |                                                               |                     |                            |                 |                     |
| 22 | 3          | «Пойдём со мной» «Walk with Me»                               | Гай Ферленд         | Эван Райлли                | 28 октября 2012 | 10,51               |
| Став свидетелями падения вертолёта, Мишонн и Андреа находят новую группу выживших, во главе которой таинственный харизматический лидер, которого все уважительно называют Губернатором. Также одним из членов группы является старый знакомый, отрезавший себе руку и пропавший ещё в Атланте — Мерл Диксон. Вместо руки у него самодельный протез со вставным ножом. Губернатор привозит девушек в Вудбери — небольшой город выживших с 73 жителями. Там он знакомится с Андреа и Мишонн, а также узнаёт от пережившего авиакатастрофу пилота, что неподалёку есть лагерь с военными. Позже Губернатор выслеживает отряд военных и показывает своё истинное лицо — нападает на них, не щадя никого. В тот же вечер, уже в своём доме, Губернатор заходит в тёмную комнату, и сев на кресло, начинает смотреть своё собственное телевидение — в комнате содержится три ряда аквариумов, наполненных головами зомби. Среди них есть и голова лейтенанта-вертолётчика. |            |                                                               |                     |                            |                 |                     |
| 23 | 4          | «Убийца внутри» «Killer Within»                               | Гай Ферленд         | Сэнг Кю Ким                | 4 ноября 2012   | 9,27                |
| В тюрьме неизвестный «доброжелатель» взламывает ворота, впуская мертвецов внутрь. Хершел снова начинает ходить используя костыли, а Эксель с Оскаром (двое выживших заключённых) пытаются добиться доверия группы. Но однажды в тюрьме неожиданно включаются сирены, завлекая толпы ходячих. Группа спешно укрывается в здании, но при этом разделяется. В это время, в Вудбери, Мишонн начинает подозревать Губернатора в убийстве военных, а Андреа показывает Мерлу местонахождение фермы, чтобы тот смог отправиться туда на поиски брата. Однако Губернатор против этой идеи, так как считает, что Дэрил скорее всего мёртв и это лишняя трата времени. Тем временем в тюрьме Ти-Дога кусают, и ему приходится бежать по коридорам тюрьмы от мертвецов вместе с Кэрол. Почти добравшись до выхода, они встречают несколько ходячих, и, зная о своей скорой погибели, Ти-Дог отдаёт себя на съедение ради спасения Кэрол. Рик, Дэрил и Оскар добираются до генераторов. Отключив сирену, Рик встречает виновника происшествия. Им оказывается Эндрю (заключённый, бежавший от них во время зачистки). Судя по всему, он смог спастись. Эндрю нападает на Рика и почти убивает его, но вовремя вмешавшийся Оскар стреляет в Эндрю. Спрятавшись в безопасном месте, Лори, Мэгги и Карл ждут помощи, но у Лори неожиданно начинаются схватки. Со временем она понимает, что сможет родить ребёнка только с помощью кесарева сечения. Решив сохранить жизнь ребёнку, Лори прощается с сыном и просит Мэгги разрезать ей живот и вытащить ребёнка. Когда ребёнок рождается и мать умирает, Карл решает застрелить её, дабы та не превратилась в зомби. Карл и Мэгги с новорождённым ребёнком выходят во двор и встречают Рика с другими выжившими. Рик понимает, что произошло, и его настигает безумное горе. |            |                                                               |                     |                            |                 |                     |
| 24 | 5          | «Всего одно слово» «Say the Word»                             | Грег Никотеро       | Анджела Канг               | 11 ноября 2012  | 10,37               |
| Мишонн обнаруживает, что Губернатор тайно ухаживает за девочкой-зомби по имени Пенни, которая при жизни была его дочерью. Также она проникает в дом лидера этого городка, где находит свою катану и дневник, который указывает на то, что после потери семьи Губернатор страдает психическим расстройством. Мишонн находит в городе сарай, в котором содержались несколько зомби. Она убивает их, но её обнаруживают. Мишонн предлагает Андреа вместе покинуть город, который, по её мнению, за видимым благополучием скрывает множество опасностей. Но Андреа не разделяет этих взглядов. В итоге Мишонн уходит, а Андреа остаётся. Вечером Андреа узнаёт, что зомби отлавливаются ради забавы — во время боёв без правил их расставляют по периметру арены. Её вера в благоразумие Губернатора даёт трещину. Тем временем Дэрил и Мэгги отправляются из тюрьмы в ближайший населённый пункт, где можно найти сухого молока для грудного ребёнка. Рик, обезумевший от утраты жены, отправляется на поиски её тела. В помешательстве он крушит ходячих топором налево и направо. Спустя некоторое время Гленн решает вернуть Рика, но тот всё ещё находится в состоянии аффекта и не реагирует на просьбы. Рик прижимает подошедшего Гленна к стене, придавив локтем его горло, и, сдерживаемый лишь краем уцелевшего сознания, едва не убивает его. Шокированный Гленн уходит. Дэрил и Мэгги возвращаются с пищей для младенца. Рик находит место, где принимали роды у Лори, но тело исчезло — его съел зомби. После того, как Рик убивает зомби и вспарывает ему брюхо, в комнате неожиданно звонит телефон. |            |                                                               |                     |                            |                 |                     |
| 25 | 6          | «Преследуемые» «Hounded»                                      | Дэн Аттиас          | Скотт М. Гимпл             | 18 ноября 2012  | 9,21                |
| Мерл с тремя людьми охотятся по лесам на Мишонн, не желая дать ей уйти из Вудбери. Но отчаянная девушка не сдаётся, и в ходе короткой схватки, в которую втягиваются несколько ходячих, Мерл остаётся без компаньонов. В ходе схватки Мишонн, перепачканная внутренностями ходячего, обнаруживает, что зомби на неё не реагируют. В это время в тюрьме Рик отвечает на неожиданный телефонный звонок. Неизвестные женщина, а затем мужчина рассказывают о некоем безопасном месте, где они находятся. Рик рассказывает о звонке Хершелу, но тот, подняв трубку, обнаруживает, что телефон не работает. У Рика начинаются галлюцинации, сквозь шорох помех в трубке он слышит голос Лори. Тем временем Дэрил, Карл и Оскар зачищают тюремные коридоры. Попутно Дэрил рассказывает мальчику о смерти в пожаре своей матери. Андреа развивает активную деятельность и вскоре оказывается в постели Губернатора, который просит Андреа называть его по имени — Филипп. Во время поисков в одной из камер Дэрил находит истощённую и обессиленную Кэрол, которую все считали погибшей. В это время Мерл, преследуя Мишонн, доходит до маленького городка, где встречает Гленна и Мэгги, приехавших за припасами. Он берёт их в плен и везёт в Вудбери. Там он, не моргнув глазом, докладывает Губернатору свою версию гибели отряда и Мишонн, откровенно привирая. Мишонн слышит из диалога Гленна и Мэгги о тюрьме и заявляется туда с корзинкой припасов. Она приходит прямо сквозь толпу зомби, которые её не замечают благодаря оригинальной «маскировке». |            |                                                               |                     |                            |                 |                     |
| 26 | 7          | «Когда мертвецы стучат в дверь» «When the Dead Come Knocking» | Дэн Сакхейм         | Фрэнк Рензулли             | 25 ноября 2012  | 10,43               |
| Ходячие чуют кровь раненой Мишонн и нападают на неё, но Рик спасает её и впускает в тюрьму. После расспросов Рика и угроз Дэрила, Мишонн рассказывает, что Мэгги и Гленна взяли в плен и увезли в Вудбери. Рик даёт своей новорождённой дочери имя «Джудит», по предложению Карла. В это время в Вудбери Мерл пытает Гленна, но тот ничего не говорит о местонахождении своей группы. Гленн бьётся с ходячим, которого на него натравливает Мерл, и побеждает, будучи привязанным к стулу. Андреа помогает Милтону с экспериментами над зомби: учёный пытается достучаться до подсознания ходячих. Для этого он вводит в транс умирающего от рака мистера Колмана. Губернатор угрожает Мэгги изнасилованием, но та тоже молчит. В конце концов Губернатор готовится убить Гленна на глазах Мэгги, и та, не выдержав, рассказывает про тюрьму. Губернатор удивлён, как такая малая группа смогла очистить тюрьму от мертвецов. Сам он считал это мероприятие безнадёжным. Всё ещё сомневаясь, Губернатор приказывает Мерлу и Мартинесу возглавить группу и отправиться в тюрьму на разведку, даже не подозревая, что Рик, Дэрил, Оскар и Мишонн находятся у стен Вудбери и продумывают план, как проникнуть в город. |            |                                                               |                     |                            |                 |                     |
| 27 | 8          | «Рождённая, чтобы страдать» «Made to Suffer»                  | Билли Гирхарт       | Роберт Киркман             | 2 декабря 2012  | 10,48               |
| Рик, Дэрил, Мишонн и Оскар проникают в Вудбери, чтобы спасти Гленна и Мэгги. Их обнаруживают, и завязывается перестрелка. В результате Гленна и Мэгги всё-таки удаётся вызволить, но при этом погибает Оскар, а Дэрил попадает в плен. Во время перестрелки в городе, Мишонн пробирается в дом Губернатора и находит его инфицированную дочь. Вернувшись в дом, Губернатор умоляет Мишонн не трогать его дочь, но девушка, несмотря на мольбы, убивает её. Завязывается драка, в ходе которой аквариумы разбиваются вдребезги, и головы зомби раскатываются по комнате. Мишонн протыкает Губернатору глаз осколком стекла. Добить Губернатора ей не даёт Андреа. Бывшие подруги ошеломлены встречей в подобных условиях, но на объяснения нет ни минуты. Мишонн выбирается из города и встречает оставшихся из группы Рика. В это время в тюрьму проникает небольшая группа выживших во главе с Тайризом, состоящая из пяти человек. Одна из женщин в группе заражена и находится на волоске от смерти. В коридорах они сталкиваются с толпой зомби, спастись от которой им помогает Карл, выведя в безопасную зону тюрьмы. Раненая женщина умирает, и чтобы не допустить её превращения, Тайриз решает проломить ей череп. В этот момент Карл запирает вновь прибывших в комнате, чтобы обезопасить от возможной угрозы остальных обитателей тюрьмы. В Вудбери Губернатор заявляет, что город был атакован террористами и один из них был пойман. Он объявляет Мерла предателем и приводит его пленённого брата — Дэрила. Разъярённые жители требуют казнить Диксонов. |            |                                                               |                     |                            |                 |                     |
| 28 | 9          | «Король самоубийств» «The Suicide King»                       | Лесли Линка Глаттер | Эван Райлли                | 10 февраля 2013 | 12,26               |
| На арене Губернатор заявляет, что Мерл и Дэрил будут сражаться, пока в живых не останется только один, но вовремя подоспевшая на помощь группа Рика спасает братьев. Гленн и Мишонн возмущены появлением Мерла и тем, что Рик не попытался убить Губернатора. Дэрил просит друзей взять Мерла к себе, но когда все отказываются, он решает уйти вместе с братом, и они покидают группу. В тюрьме Тайриз рассказывает Хершелу историю своей группы, а его спутник Аллен строит план захвата тюрьмы. В Вудбери начинаются волнения: жители испуганы и хотят покинуть город, к тому же Губернатор заперся в своём доме. Андреа произносит речь перед толпой, успокоив этим жителей. Рик и его спутники возвращаются в тюрьму. Хершел подмечает отчуждение между Гленном и Мэгги. Тайриз обращается к Рику с просьбой позволить новоприбывшим остаться в тюрьме, но Рик, преследуемый галлюцинациями и теряющий связь с реальностью, начинает кричать и даже достаёт револьвер. Люди Тайриза воспринимают это как отказ и тут же покидают тюрьму. |            |                                                               |                     |                            |                 |                     |
| 29 | 10         | «Дом» «Home»                                                  | Сет Манн            | Николь Битти               | 17 февраля 2013 | 11,05               |
| Вудбери восстанавливается после недавнего нападения. Губернатор хвалит Андреа за произнесённую ею речь и говорит, что она очень нужна городу. Несмотря на это, Губернатор просит Милтона присмотреть за Андреа, пока его не будет, т.к. он думает, что она может перейти на сторону врага. Блуждающие по лесу Дэрил и Мерл встречают небольшую мексиканскую семью, попавшую в передрягу. Братья спасают мексиканцев, но Мерл требует награду за спасение и начинает обыскивать их сумку в поисках еды. В конце концов семья уезжает с нетронутыми продуктами благодаря заступничеству Дэрила, а братья возвращаются в лес. Дэрил говорит, что им нужно вернуться в тюрьму, и, несмотря на отговорки брата, уходит. Между тем, в тюрьме ситуация ухудшается — всё больше ходячих заходят через разрушенную часть тюрьмы, а Рика продолжают преследовать галлюцинации в виде его жены. Гленн решает поехать в Вудбери и отомстить Губернатору, но тот неожиданно сам заявляется в тюрьму, убив при этом Акселя. Разрушив главные ворота, во двор тюрьмы заезжает машина, которая высаживает десант ходячих. После недолгой перестрелки удовлетворённый Губернатор уезжает со своими людьми обратно в город. Рик, окружённый ходячими, на грани гибели, но его вовремя спасают братья Диксоны, вернувшиеся домой. Рик вне себя от злости смотрит на заполненный мертвецами двор тюрьмы. |            |                                                               |                     |                            |                 |                     |
| 30 | 11         | «Я не Иуда» «I Ain't a Judas»                                 | Грег Никотеро       | Анджела Канг               | 24 февраля 2013 | 11,01               |
| Мерл находится под пристальным наблюдением в тюрьме. Карл говорит Рику, что ему стоит перестать быть лидером и оставить кандидатуру Дэрилу или Хершелу. В Вудбери Губернатор говорит людям, что жители тюрьмы напали на их группу, после чего он начинает собирать армию для «обороны». Солдаты забирают в армию всех способных держать оружие, даже детей и стариков. Это очень возмущает Андреа, и она отправляется вместе с Милтоном в тюрьму, чтобы уладить конфликт. По дороге они встречают группу Тайриза. Андреа уверяет Милтона, что дальше дойдёт сама и отправляет его вместе с незнакомцами обратно в город. С помощью «приручённого» ходячего Андреа добирается до тюрьмы. Андреа узнаёт, что произошло с группой Рика после того, как они покинули ферму, а также выясняет, что именно Филипп напал на них. После неудачной попытки уладить конфликт Андреа решает вернуться в Вудбери. Перед её уходом Кэрол советует Андреа убить Губернатора, когда тот будет спать. После ухода Андреа Рик решает сделать вылазку в город, чтобы «уравнять шансы». В это время Тайриз и его люди рассказывают Губернатору о тюрьме и её жителях, и Губернатор просит их составить план тюрьмы. Вернувшись в Вудбери, Андреа занимается сексом с Филиппом, а с наступлением темноты достаёт нож, чтобы воспользоваться советом Кэрол, но в конце концов так и не решается на убийство. |            |                                                               |                     |                            |                 |                     |
| 31 | 12         | «Всё чисто» «Clear»                                           | Триша Брок          | Скотт М. Гимпл             | 3 марта 2013    | 11,30               |
| Рик, Мишонн и Карл отправляются на автомобиле в округ Кинг — родной городок Рика и Карла, где началось действие первого сезона. На лесной дороге они видят безоружного выжившего с рюкзаком, но не останавливаются и проезжают мимо. Прибыв на место, герои обнаруживают, что оружейная полицейского участка пуста, а центр Кинга уставлен ловушками и растяжками. Другой вооружённый выживший пытается ограбить группу и открывает по ним огонь. Благодаря удачному выстрелу Карла героям удаётся одержать верх над одиночкой. Это Морган — персонаж первого сезона, когда-то спасший Рику жизнь; за прошедший год он потерял сына и тронулся рассудком. Морган ранит Рика в плечо ножом, но в конечном счёте всё-таки узнаёт его. Мишонн и Карл пробираются в набитый зомби бар, чтобы вытащить оттуда сделанную в мирные времена семейную фотографию Рика, Лори и Карла. Морган отказывается присоединиться к группе Рика, и герои, забрав часть арсенала Моргана, покидают город. На обратном пути они обнаруживают, что безоружного бродягу убили зомби, и забирают его рюкзак. |            |                                                               |                     |                            |                 |                     |
| 32 | 13         | «Стрела на дверном косяке» «Arrow on the Doorpost»            | Дэвид Бойд          | Райан С. Коулмэн           | 10 марта 2013   | 11,46               |
| Рик прибывает на заброшенный склад, чтобы провести переговоры с Губернатором, и после встречи они садятся за стол с бутылкой виски. В это время Андреа, Дэрил, Хершел с одной стороны, а Мартинес и Милтон с другой, ждут снаружи. Дэрил с Мартинесом поначалу задирают друг друга. Когда рядом со складом появляются ходячие, они меряются крутизной в борьбе с мертвецами, а после, убедившись, что оба хорошие бойцы, знакомятся. Хершел и Милтон коротают время за мирной беседой. Милтон расспрашивает о подробностях утраты ноги Хершела — его очень интересует случай излечения с помощью ампутации после укуса ходячего. Андреа же пытается разрядить обстановку между лидерами, но мужчины просят её уйти. Губернатор ставит условие мирного договора между тюрьмой и Вудбери: Рик должен отдать ему Мишонн, иначе все будут жертвы. На раздумья Губернатор даёт два дня. Рик возвращается в тюрьму и говорит всем, кроме Хершела, которому он сказал правду, что Губернатор не успокоится, пока не убьёт их всех, поэтому будет война. Вернувшись в Вудбери, Губернатор говорит Милтону, что во время следующей встречи Рика и всех его людей убьют. |            |                                                               |                     |                            |                 |                     |
| 33 | 14         | «Жертва» «Prey»                                               | Стефан Швартц       | Глен Маззара и Эван Райлли | 17 марта 2013   | 10,84               |
| В Вудбери Губернатор готовит для Мишонн тёплый приём в виде специального кресла и набора инструментов садиста. Андреа начинает подозревать, что Губернатор не собирается оставлять группу Рика в покое. Милтон показывает ей камеру пыток Губернатора, и она, окончательно поняв, что он за человек, отправляется в тюрьму, чтобы рассказать Рику о его намерениях. У стены её пытается задержать Тайриз, охраняющий периметр, но Андреа говорит, что Губернатор не тот, кем кажется. Через некоторое время, узнав о побеге Андреа, Губернатор отправляется за ней в погоню. В это время Мартинес готовит новый десант ходячих, набив ими грузовик. Возле ямы с мертвецами происходит драка между Алленом и Тайризом. Тайриз говорит своей группе, что Губернатору нельзя доверять, но Аллен считает, что это их единственное убежище, и они должны делать всё, чтобы остаться в нём. Андреа пытается скрыться от Губернатора, пойдя через лес. В заброшенном здании она подстраивает Филиппу, который безуспешно отбивается от толпы ходячих, ловушку. Со временем она добирается до тюрьмы, но на неё неожиданно нападает Губернатор, который каким-то чудом улизнул от ходячих. Губернатор возвращается в Вудбери и узнаёт, что ночью кто-то сжёг всех ходячих в яме. Милтон считает, что это работа Тайриза, но Губернатор говорит, что знает, кто это сделал. В это время в камере пыток в кресле, приготовленном для Мишонн, сидит связанная Андреа с кляпом во рту. |            |                                                               |                     |                            |                 |                     |
| 34 | 15         | «Эта печальная жизнь» «This Sorrowful Life»                   | Грег Никотеро       | Скотт М. Гимпл             | 24 марта 2013   | 10,99               |
| Рик предлагает Дэрилу, Мерлу и Хершелу отдать Мишонн Губернатору. Дэрил и Хершел против этого. Мерл предупреждает Рика о пытках, которые Губернатор приготовит для Мишонн. Тем не менее, Мерл заманивает Мишонн в ловушку, оглушает и, связав руки, ведёт к Губернатору. Гленн сообщает Хершелу, что хочет жениться на Мэгги и получает его благословение. Дэрил, узнав, что Мерла и Мишонн нет, отправляется на их поиски. На полпути к Вудбери Мерл неожиданно отпускает Мишонн обратно в тюрьму, сообщив ей о каком-то своём плане. Рик раскаивается в своих намерениях по поводу Мишонн. Он объявляет о том, какой ценой он хотел заполучить мир, а также предлагает всем проголосовать — стоит ли дальше защищаться в тюрьме, или нужно покинуть её, пока не поздно. Мерл приезжает на место встречи, привлекая громкой музыкой из автомобиля толпу ходячих. Ему удаётся убить несколько отвлёкшихся на мертвецов бойцов Губернатора, но Мерла обнаруживают и в короткой стычке Губернатор стреляет ему в грудь. Дэрил прибывает на место встречи и обнаруживает ходячих, питающихся трупами, затем он замечает, как один из мертвецов ест тело Бена и, внимательно присмотревшись, признаёт, что это его брат. Мерл, превратившийся в зомби, шатаясь, идёт к Дэрилу, который отталкивает его несколько раз. Дэрил опрокидывает Мерла на землю и наносит множество ударов в голову, а потом падает рядом с ним, плача. |            |                                                               |                     |                            |                 |                     |
| 35 | 16         | «Добро пожаловать в гробницы» «Welcome to the Tombs»          | Эрнест Дикерсон     | Глен Маззара               | 31 марта 2013   | 12,42               |
| Губернатор избивает Милтона, догадавшись, что это он сжёг ходячих, после чего отводит к Андреа и требует убить её, дав нож. Вместо этого Милтон нападает на Губернатора, но тот смертельно ранит его в живот и оставляет умирать. Группа Рика готовится к отъезду. Карл рассержен на Рика, а Мишонн говорит, что не держит на него зла. Губернатор собирает людей для атаки на тюрьму. Тайриз и Саша отказываются в этом участвовать и остаются в Вудбери. Люди Губернатора штурмуют тюрьму, но никого там не обнаруживают. Пробравшись вглубь, они оказываются в ловушке и во время отступления попадают в засаду. Людей Губернатора охватывает паника и они убегают с места перестрелки. Карл убивает юношу из Вудбери, наткнувшегося на него и Хершела в лесу. Умирающий Милтон помогает Андреа освободиться, но когда ей это удаётся, он превращается в ходячего. По дороге назад, Губернатор, Мартинес и Шуперт останавливают своих людей, требуя вернуться и продолжить бой, но они отказываются, тогда Губернатор в ярости расстреливает их. Рик, Дэрил и Мишонн отправляются в Вудбери, чтобы покончить с Губернатором. По дороге они встречают выжившую Карен, с помощью которой убеждают охраняющего ворота Тайриза впустить их в Вудбери. Они находят Андреа, но она обречена: её успел укусить Милтон. Андреа спрашивает о Карле и Джудит, и рада, что они всё ещё живы, и что Мишонн нашла группу Рика, так как сейчас никто не может выжить в одиночку. Дэрил соглашается, что никто и никогда не мог. Рик уверяет Андреа, что она всегда будет одной из них, и даёт ей пистолет. Андреа прощается, оставаясь наедине с плачущей Мишонн. Затем слышится выстрел. Группа Рика возвращается в тюрьму с телом Андреа. Вместе с ними на школьном автобусе едут дети, пожилые, немощные жители Вудбери. Также к ним присоединяются Саша, Карен и Тайриз. Рик смотрит на подиум, где прежде видел свою мёртвую жену Лори, но галлюцинации больше нет — он выздоровел. |            |                                                               |                     |                            |                 |                     |

## Реакция

### Реакция критиков
Третий сезон «Ходячих мертвецов» получил положительные отзывы от критиков. На сайте Metacritic сезон получил оценку 82 из 100, что указывает на «в целом благоприятные отзывы», на основе 19 отзывов. На сайте Rotten Tomatoes рейтинг сезона составляет 88% на основе 33 отзывов, со средней оценкой 7,86/10. Критический консенсус сайта гласит: «Осязаемый ужас и внутренние острые ощущения продолжаются в третьем сезоне „Ходячих мертвецов“, наряду с более глубоким чувством людей, населяющих апокалиптический ландшафт сериала».
| Графики недоступны из-за технических проблем. См. информацию на Фабрикаторе и на mediawiki.org. - Сезон 3 (2012–13): Процент положительных отзывов на сайте Rotten Tomatoes |

### Награды
На 39-й церемонии премии «Сатурн», третий сезон «Ходячих мертвецов» получил четыре номинации и победил в двух. Сезон победил в категориях лучший телесериал на кабельном телевидении и лучшая телеактриса второго плана (Лори Холден). Оставшимися номинациями были лучший телеактёр (Эндрю Линкольн) и лучший телеактёр второго плана (Дэвид Моррисси).
Сезон также получил номинацию в категории лучший сложный грим в сериале, мини-сериале, телефильме или специальной программе на 65-й творческой церемонии премии «Эмми» («Эта печальная жизнь»). Кроме того, этот сезон был номинирована на премию Гильдии киноактёров США за лучший каскадёрский ансамбль в телесериале на 19-й и 20-й церемониях вручения премии за обе соответствующие половины сезона. Этот сезон был также номинирован как Программа года на 29-й церемонии премия Ассоциации телевизионных критиков, а Эндрю Линкольн в категории лучший актёр в драматическом сериале на 3-й церемонии премии Выбор телевизионных критиков.

### Рейтинги
| №  | Название                        | Дата показа     | Рейтинг (18—49) | Зрителей (миллионов) |
| -- | ------------------------------- | --------------- | --------------- | -------------------- |
| 1  | «Семя»                          | 14 октября 2012 | 5,8             | 10,87                |
| 2  | «Болезнь»                       | 21 октября 2012 | 5,1             | 9,55                 |
| 3  | «Пойдём со мной»                | 28 октября 2012 | 5,4             | 10,51                |
| 4  | «Убийца внутри»                 | 4 ноября 2012   | 4,9             | 9,27                 |
| 5  | «Всего одно слово»              | 11 ноября 2012  | 5,6             | 10,37                |
| 6  | «Преследуемые»                  | 18 ноября 2012  | 4,9             | 9,21                 |
| 7  | «Когда мертвецы стучат в дверь» | 25 ноября 2012  | 5,4             | 10,43                |
| 8  | «Рождённая, чтобы страдать»     | 2 декабря 2012  | 5,4             | 10,48                |
| 9  | «Король самоубийств»            | 10 февраля 2013 | 6,1             | 12,26                |
| 10 | «Дом»                           | 17 февраля 2013 | 5,6             | 11,05                |
| 11 | «Я не Иуда»                     | 24 февраля 2013 | 5,7             | 11,01                |
| 12 | «Всё чисто»                     | 3 марта 2013    | 5,7             | 11,30                |
| 13 | «Стрела на дверном косяке»      | 10 марта 2013   | 5,7             | 11,46                |
| 14 | «Жертва»                        | 17 марта 2013   | 5,5             | 10,84                |
| 15 | «Эта печальная жизнь»           | 24 марта 2013   | 5,4             | 10,99                |
| 16 | «Добро пожаловать в гробницы»   | 31 марта 2013   | 6,4             | 12,42                |

## Домашние носители
Третий сезон был выпущен на DVD и Blu-ray в регионе 1 27 августа 2013 года, в регионе 2 — 30 сентября 2013 года, а в регионе 4 — 25 сентября 2013 года. В комплект входят восемь бонусных видео — «Восходящий сын», «Сглаз», «Ушли, но не забыты», «Сердце воина», «Мишонн против Губернатора», «Создание мертвецов», «Безопасность за решёткой» и «Кишки и слава»; пять аудиокомментариев к эпизодам «Убийца внутри», «Всего одно слово», «Рождённая, чтобы страдать», «Король самоубийств» и «Эта печальная жизнь». Также включены 13 минут удалённых сцен из шести эпизодов.
Третий сезон также был выпущен ограниченным тиражом в Blu-ray комплекте, сделанный в виде точной копии аквариума Губернатора с головами ходячих, как было показано в третьем сезоне. Упаковка тирада была разработана Грегом Никотеро и сделана компанией McFarlane Toys.